# Haselbachtal (Bad Orb)
Das Haselbachtal bei Bad Orb im hessischen Spessart  ist das Tal der Hasel, eines rechten Nebenbaches der Orb.

## Geographie und Landschaft

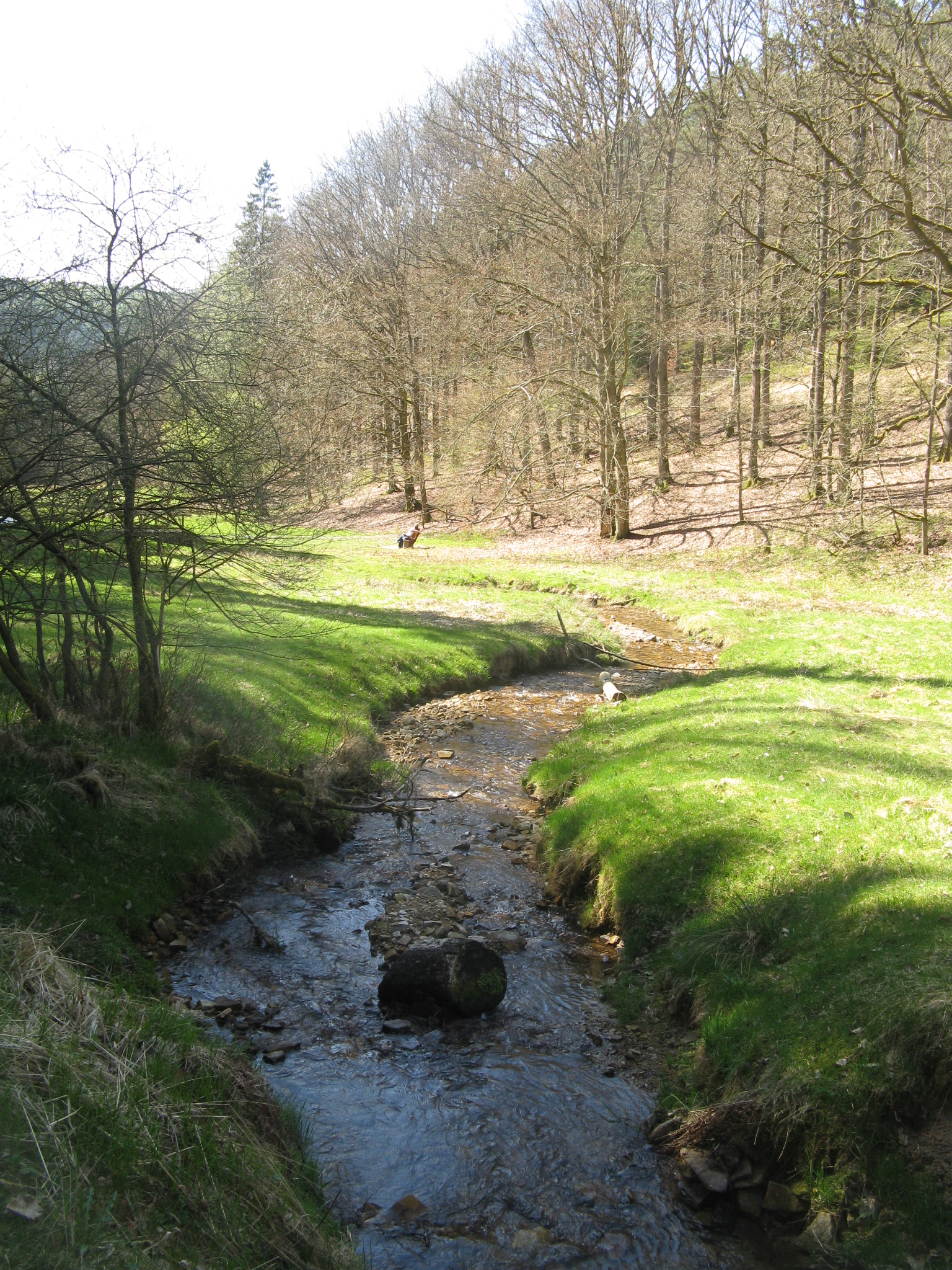
Im Tal der Hasel

Das Tal der Hasel ist ein enger Wiesengrund, beginnt an der Haselquelle am Bornküppel (390 m); ca. 4 km sanft abfallend nach Westen, gesäumt von Mischwäldern, zieht sich das Tal bis zur Mündung des Baches in die Orb in der Nähe des Bahnhofs der Kurstadt. Auf ihrem letzten Kilometer vor der Mündung fließt die Hasel durch urbanes Gebiet.
Im Quellgebiet der Hasel stehen die Reußbuchen, einige Jahrhunderte alte, markante Rotbuchen.
Da die Wiesen nicht mehr wirtschaftlich genutzt werden, sind von Naturschutzverbänden stützende Maßnahmen eingeleitet worden, sie zur Erhaltung ihrer ursprünglichen Pflanzenwelt offen zu halten und vor Überwucherung durch Adlerfarn und Gehölzen zu schützen.

## Infrastruktur

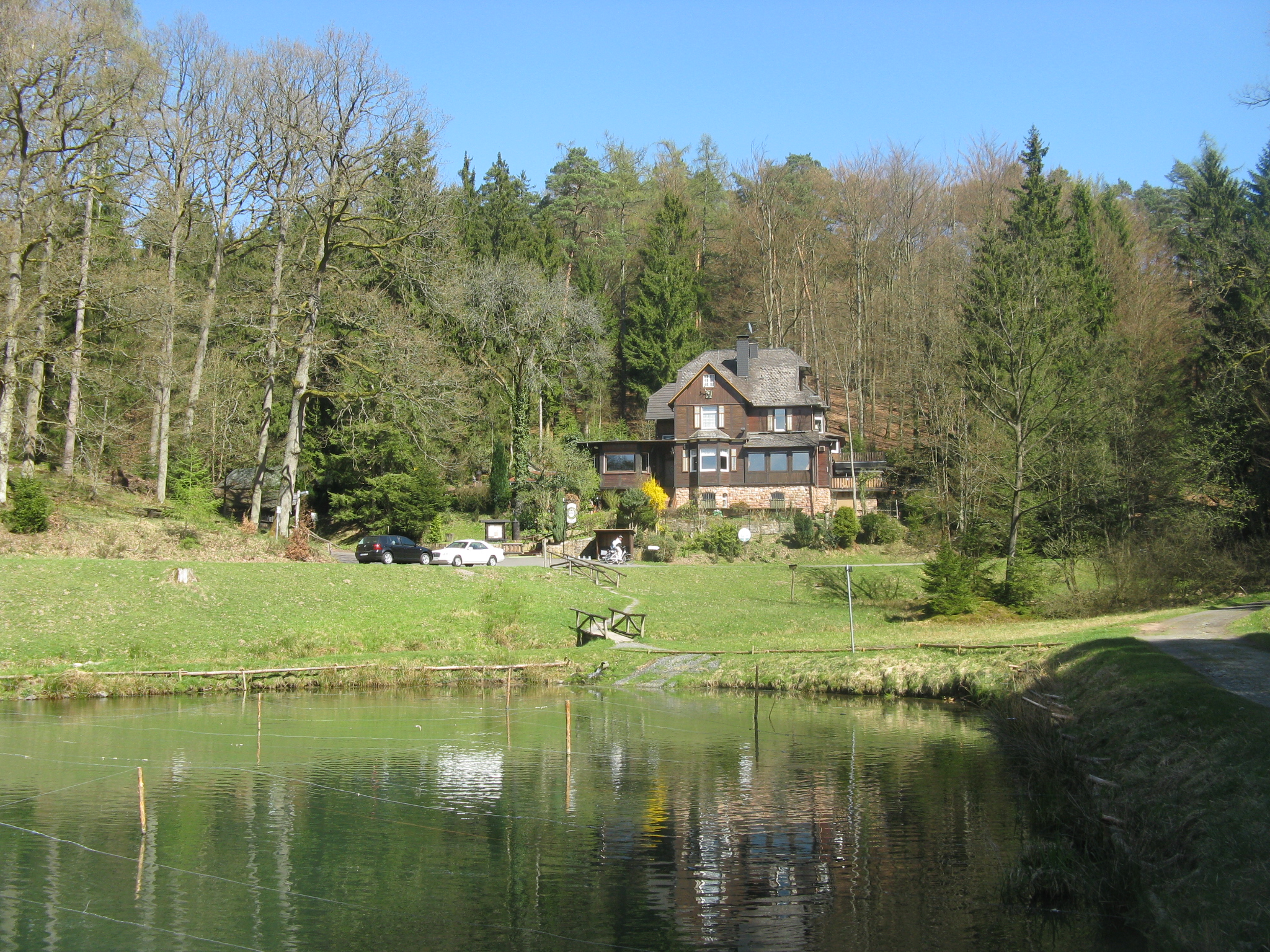
Jagdhaus (1907) mit Fischzuchtbecken nahe der Haselquelle

Das Quellgebiet der Hasel ist über eine schmale Asphaltstraße mit dem PKW anzufahren sowie auf Wanderwegen entlang des Baches erreichbar. Am Ende des Talgrunds befindet sich das historische Jagdhaus Haselruhe, 1907 von Walther vom Rath in seiner Eigenschaft als Jagdpächter des Gebiets als schwedisches Blockhaus erbaut; verfallen nach dem Zweiten Weltkrieg, wurde es 1964 von der Stadt Bad Orb wieder hergerichtet und ging 1972 an einen privaten Betreiber über, der es als Café-Restaurant nutzt.
Ca. 1 km unterhalb des Jagdhauses befindet sich eine Kneipp-Anlage ("Förster-Storck-Anlage") mit Wassertret- und Armtauchbecken in ausgehöhlten Baumstämmen.
Ein Angelweiher und eine ehemalige Mühle (heute Gaststätte) liegen im mittleren Talgrund; drei weitere Mühlen existieren nicht mehr.
An touristischen Aktivitäten werden neben geführten Wanderungen auch Ausritte und Kutschfahrten angeboten.
Oberhalb des Haselgrunds verläuft an der Nordseite des Wintersbergs der Spessartbogen-Fernwanderweg, vorbei an einem aufgelassenen roten Sandsteinbruch mit mächtigen Felsquadern, dann als Panoramaweg mit Aussichten ins Tal, steil abwärts durch den Wald zum Angelweiher und die letzten 1,5 km bis zum Jagdhaus parallel zum Bach. Im weiteren Verlauf findet der Streckenwanderweg den Anschluss an Sölchesweiher und Mernes.
Von den Reußbuchen führt ein schnurgerader Wanderweg aufwärts zur Wegscheide.